# 伟达公共关系顾问公司
伟达公共关系顾问公司（Hill+Knowlton Strategies）是一家全球性的公共关系顾问公司，总部在美国纽约市，属于WPP集团，在52个国家中有90个办事处。现公司主席兼CEO杰克·马丁（Jack Martin）。

## 历史

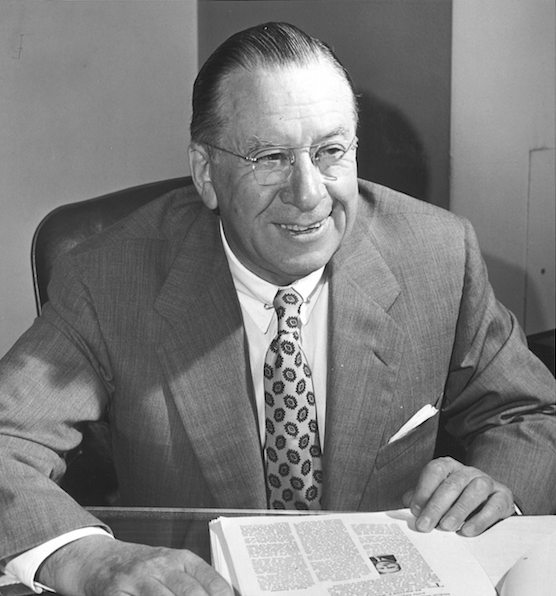
约翰·W·希尔 (John Hill)

1927年由财务专栏记者约翰·W·希尔和公共关系专家唐·诺顿一起在俄亥俄州克利夫兰创办，1946年希尔和诺顿终止合作，由诺顿独自管理，1962年诺顿去世后曾短暂关闭。
1952年，希尔创建欧洲分部网络。1980年伟达公司被JWT集团（J·沃尔特·汤普森广告机构）收购，1987年JWT又被WPP集团收购。

## 延伸阅读
- Miller, Karen S. . The University of North Carolina Press. 1999  [2014-04-13]. ISBN 0-8078-2439-9. （原始内容存档于2019-10-06）.